# Arthur Mapp
Pour les articles homonymes, voir Mapp.
Arthur Mapp, né le 6 novembre 1953 , est un judoka britannique. Il participe aux Jeux olympiques d'été de 1980 dans l'épreuve des toutes catégories. Il y remporte la médaille de bronze.

## Palmarès

### Jeux olympiques
- Jeux olympiques de 1980 à Moscou,  Union soviétique
  -  Médaille de bronze